# Kineska Super Liga
Kineska Super liga osnovana je na zahtjev Kineskog nogometnog saveza 2004. godine.
Prije Kineske nogometne Super lige postojala je 1. Kineska nogometna liga.
Šest prvaka lige su: Guangzhou Evergrande, Dalian Shide, Shandog Luneng, Changchou Yatai, Beijing Guoan i Shenzhen Jianlibao.